# 아이다군

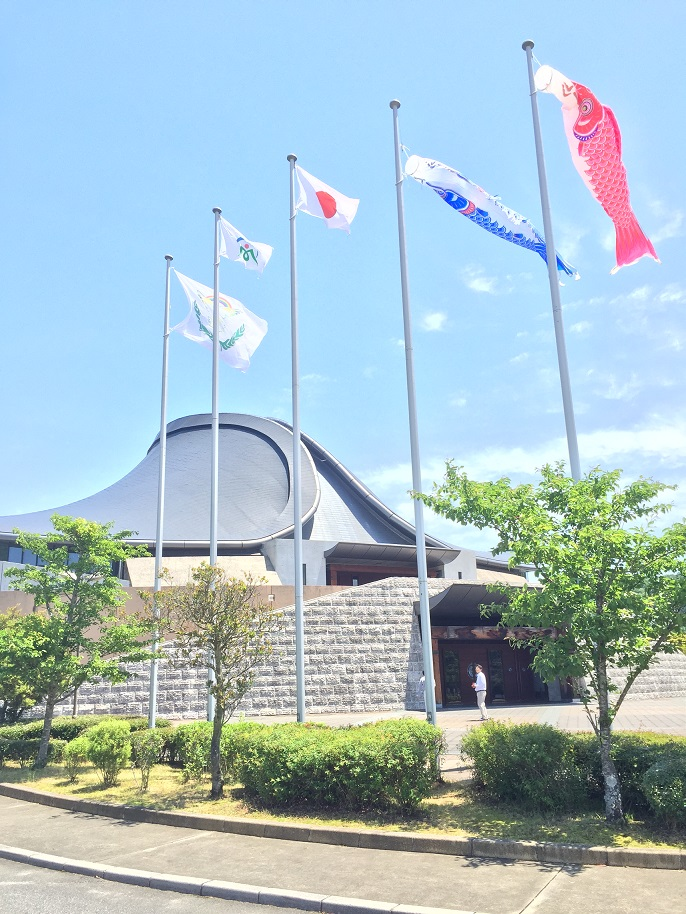
무도관.

아이다군(일본어: 英田郡)은 일본 오카야마현의 군이다.
인구 1,291명, 면적 78.65km², 인구밀도 16.4명/km².(2025년 3월 1일, 추계인구)
이하 1촌으로 구성된다.
- 니시아와쿠라촌(西粟倉村)

## 조항
- 미야모토 무사시
- 오하라정 (오카야마현)
- 리옹-일-일-프랑스 기념관

## 역사
- 2005년 3월 31일 - 아이다 정·오하라 정·사쿠토 정·미마사카 정·히가시아와쿠라 촌은 가쓰타군 가쓰타 정과의 합병에 의해 미마사카시가 되었다.